# Schmiedeberg (Dippoldiswalde)

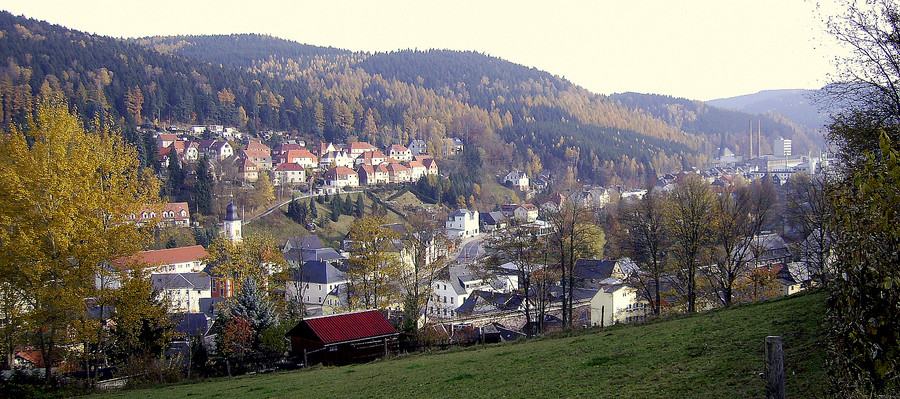
Blick auf Schmiedeberg

Schmiedeberg ist seit 2014 ein Ortsteil der sächsischen Großen Kreisstadt Dippoldiswalde im Landkreis Sächsische Schweiz-Osterzgebirge. Der Ort wurde 1412 ersterwähnt und war bis Ende 2013 eigenständige Gemeinde.

## Geografie
Schmiedeberg befindet sich etwa 23 km südlich der Landeshauptstadt Dresden und etwa sechs km südlich des Stadtzentrums von Dippoldiswalde. Der Ort liegt im Tal der Roten Weißeritz am Nordhang des Osterzgebirges. In Schmiedeberg mündet der Pöbelbach.

## Geschichte

### Chronik
Am 29. September 1412 wurde Schmiedeberg als Smedewerg erstmals urkundlich erwähnt. 1492 ist erstmals ein Hammer zu Neuschmiedeberg dokumentiert, in dem die Eisenerze aus Schellerhau und Berggießhübel verarbeitet wurden und der als eines der ältesten Hammerwerke des Erzgebirges gilt. Um diesen Hammer herum entstand im Bereich der Herrschaft Weesenstein ein Vorwerk mit Zinnabbaurechten. Später entwickelte es sich zum Rittergut Schmiedeberg und gehörte zum Herrschaftsgebiet Bärenstein und wurde der Familie Kölbel belehnt.
Der Ortsname entstand nach den zahlreichen Schmelzhütten des ansässigen Bergbaus. Im Jahr 1521 wurde das Flößen auf der Weißeritz erstmals erwähnt.
1564 wird am westlichen Hang oberhalb des Mühlgrabens die St.-Wolfgang-Kapelle erwähnt, die wohl ein Opfer des Dreißigjährigen Krieges wurde, im Jahr 1644 hieß der Ort Bergflecken Schmiedeberg. Nachdem er 1675 das Stadtrecht und Marktrecht erhalten hatte, wurde er ab 1752 als Bergstädtlein bezeichnet. Eine städtische Verfassung erlangte Schmiedeberg jedoch nie. Um das Jahr 1720 bekam der Ort eine Kursächsische Postmeilensäule, die im Jahre 1927 noch gestanden ist. Im 18. Jahrhundert übernahm die Altenberger Zwitterstockgesellschaft den Eisenhammer und den Eisenhüttenbetrieb.

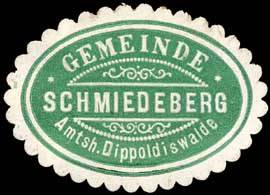
Historische Siegelmarke der Gemeinde Schmiedeberg

Schmiedeberg wurde seit 1833 Dorf genannt. 1880 wurde das Hammerwerk stillgelegt, das Eisenwerk überdauerte bis zur Wende. 1897 gab es ein schweres Hochwasser im Tal der Roten Weißeritz. Im Jahr 1898 erhielt Schmiedeberg einen Anschluss an das Fernsprechnetz in Sachsen. 1912 wurde die Graugießerei gebaut.
In der Zeit des Nationalsozialismus erhielten Hitler, Hindenburg und Mutschmann die Ehrenbürgerschaft. Nach dem Krieg ließ die neue Verwaltung diese Eintragungen löschen.
1946 wurden die Vereinigten Werkstätten Schmiedeberg mit 155 Arbeitsplätzen gegründet. Diese wurden 1949 aufgelöst und in einen VEB überführt. Der VEB Gießerei- und Maschinenbau ,Ferdinand Kunert’ beschäftigte bis zur Wende mehrere hundert Arbeiter, wodurch sich der Ort stark vergrößerte. Der Betrieb wurde nach 1990 unter dem Namen Schmiedeberger Gießerei GmbH weitergeführt.
Im Pöbeltal befand sich zu DDR-Zeiten das Ferienlager Geschwister Scholl des VEB Waggonbau Ammendorf für die Kinder seiner Betriebsangehörigen.

### Eingemeindungen
Die erste Eingliederung nach Schmiedeberg erfolgte 1935 durch die Eingemeindung von Niederpöbel. Am 1. Juli 1950 wurde der Nachbarort Naundorf eingemeindet. Nach der Wende kamen die Gemeinden Dönschten (1994) und Schönfeld zu Schmiedeberg. Im Jahr 2001 erfolgte der Zusammenschluss von Obercarsdorf mit Schmiedeberg. Bis zur Eingliederung Schmiedebergs in die Große Kreisstadt Dippoldiswalde, die am 1. Januar 2014 in Kraft trat, hatte die Gemeinde die zehn Ortsteile Ammelsdorf, Dönschten, Hennersdorf, Naundorf, Niederpöbel, Obercarsdorf, Oberpöbel, Sadisdorf, Schmiedeberg und Schönfeld.

### Gedenkstätten
- Ein Gedenkstein an der B 170 im Park neben dem alten Rathaus erinnerte an sieben KZ-Häftlinge eines Todesmarsches zum Außenlager Dresden SS-Pionierkaserne des KZ Flossenbürg, die im April 1945 von SS-Männern ermordet wurden. Der Stein war nach dem Jahrhunderthochwasser 2002 nicht mehr auffindbar.
- An der Kirche sind zwei Gedenktafeln mit Namen Gefallener des Ersten Weltkriegs angebracht, die sich früher in der Sakristei befanden.

### Entwicklung der Einwohnerzahl
Entwicklung der Einwohnerzahl (Datenstand ab 1998: 31. Dezember):
| Jahr    | Einwohner                                              |
| ------- | ------------------------------------------------------ |
| 1548/52 | 25 besessene Mann und 25 Inwohner (etwa 150 Einwohner) |
| 1748/64 | 21 besessene Mann und 19 Häusler (etwa 200 Einwohner)  |
| 1834    | 0439                                                   |
| 1871    | 0513                                                   |
| 1890    | 0749                                                   |
| 1910    | 2402                                                   |
| 1925    | 2432                                                   |
| 1939    | 2518                                                   |

| Jahr | Einwohner |
| ---- | --------- |
| 1946 | 3184      |
| 1960 | 8832      |
| 1990 | 5649      |
| 1998 | 3462      |
| 2004 | 5006      |
| 2008 | 4679      |
| 2010 | 4557      |
| 2012 | 4467      |
| 2014 | 1721      |

| Jahr | Einwohner |
| ---- | --------- |
| 2015 | 1853      |
| 2020 | 1582      |

Entwicklung der Einwohnerzahl
Der große Sprung der Einwohnerzahlen vom Jahr 2012 auf 2014 ist durch die Eingemeindung Schmiedebergs und dessen Ortsteile an die Stadt Dippoldiswalde zu erklären. Die Ortsteile werden fortan Dippoldiswalde zugerechnet, so dass Schmiedeberg alleine betrachtet wird. Siehe dazu auch den Abschnitt Entwicklung der Einwohnerzahl im Artikel Dippoldiswalde.

## Wirtschaft und Infrastruktur
Die Schmiedeberger Gießerei GmbH gehört heute zur Dihag Holding und ist mit 250 Mitarbeitern der bedeutendste Arbeitgeber im Ort. Der VEB Gießerei und Maschinenbau „Ferdinand Kunert“ Schmiedeberg gehörte zu DDR-Zeiten über mehrere Jahre zum Kombinat Gießereianlagenbau und Gußerzeugnisse und wurde 1987 dem Kombinat Baukema angegliedert. Die ortsansässige Wirtschaft besteht sonst aus kleinen Handwerks- und Gewerbebetrieben, meist in Familienbesitz.
Die B 170 führt durch den Ort. Hier zweigt die B 171 Richtung Marienberg ab. Etwa 20 km südlich liegt die Grenze zur Tschechischen Republik.
Im Jahr 1882 erhielt der Ort eine Eisenbahnverbindung mit Freital und Dippoldiswalde über die schmalspurige Weißeritztalbahn. Vom Hochwasser 2002 an bis 2017 war diese Strecke stark beschädigt und konnte nicht mehr befahren werden, ab 17. Juni 2017 ist die Gesamtstrecke wieder in Betrieb. Schmiedeberg war der geplante Ausgangspunkt für die nicht verwirklichte Pöbeltalbahn nach Moldau in Tschechien.
Am südlichen Ortsrand befindet sich ein Asylbewerberheim des Landkreises mit 160 Plätzen.

## Bauwerke

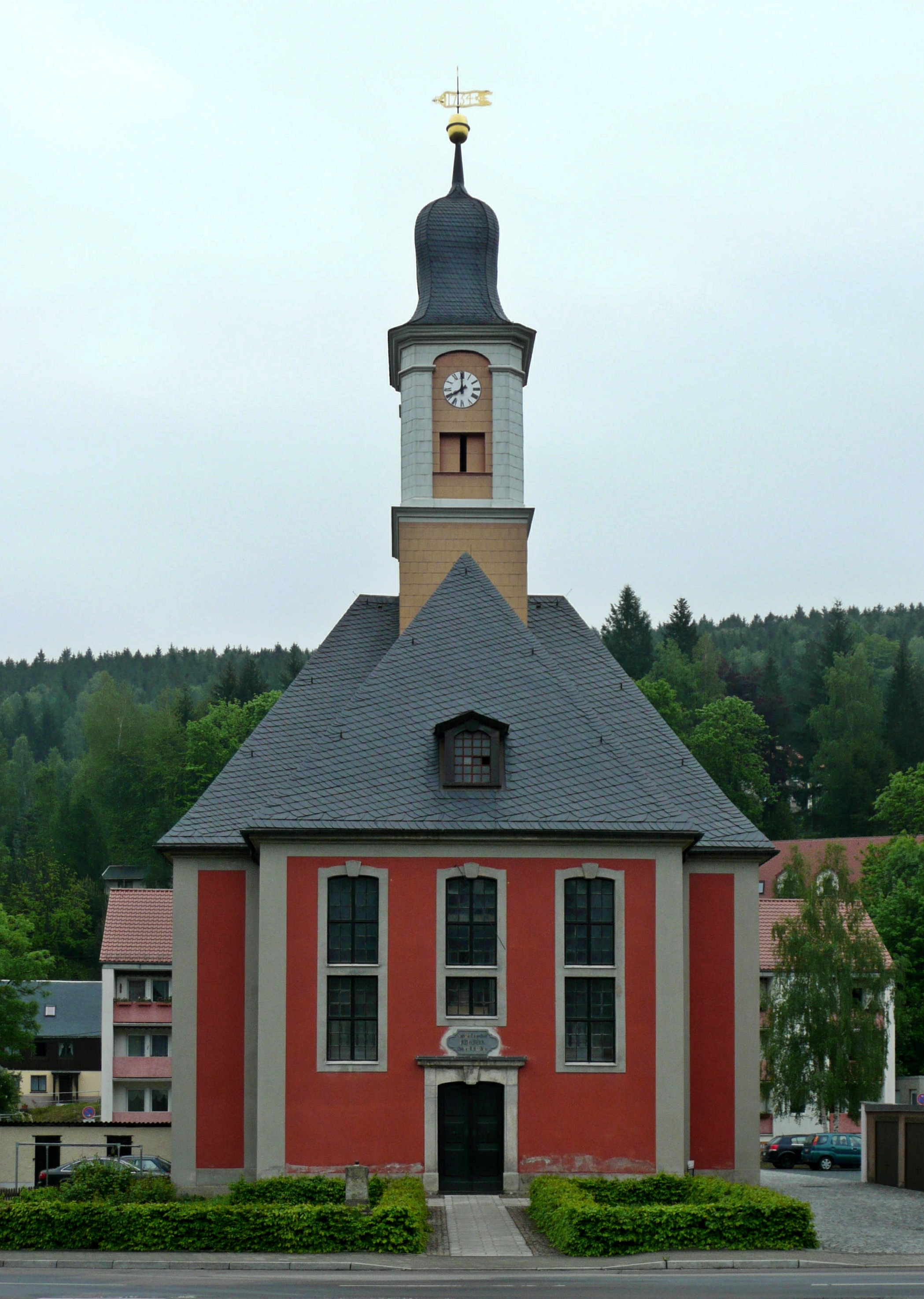
Kirche „Zur Heiligen Dreieinigkeit“

Die Schmiedeberger Kirche Zur Heiligen Dreieinigkeit wurde nach Plänen von George Bähr zwischen 1713 und 1718 erbaut. In ihr befindet sich eine Orgel aus dem Jahre 1967 der Firma Rühle mit einem Prospekt von 1716 und ein Kanzelaltar. Der aus Sandstein gefertigte Taufstein stammt vom Dresdner Hofbildhauer Johann Benjamin Thomae. In der Kirche befindet sich gegenüber dem Kanzelaltar eine sehenswerte Patronatsloge.
In der Umgebung liegen der 200 Meter lange Eisenbahnviadukt der Weißeritztalbahn sowie Spuren der geplanten Pöbeltalbahn. Im Vereinshaus befindet sich ein Schulmuseum.

## In Schmiedeberg geborene Persönlichkeiten
- Ferdinand Maximilian Germann (1823–1881), evangelisch-lutherischer Pfarrer und Autor
- Ernst Stahl (1846–1924), deutscher Musiker, Komponist, Kantor und Dirigent
- Johannes Wilhelm Theodor Schmidt (1850–1894), Philologe und Epigraphiker
- Kurt Herschel (1896–1979), wissenschaftlicher Illustrator und Pflanzen- und Tierfotograf
- Rudolf Grimmer (1908–1974), kommunistischer Widerstandskämpfer gegen den Nationalsozialismus und ab 1945 Landrat des Kreises Dippoldiswalde
- Emil Johannes Kühne (1910–1961), Kalligraf und Typograf
- Gottfried Schmiedel (1920–1987), Musikschriftsteller, Musikkritiker, Konzertmoderator und Buchautor
- Tina Bachmann (* 1986), Biathletin, Weltmeisterin